# Willard (Missouri)
Willard è un comune degli Stati Uniti d'America, situato nello Stato del Missouri, nella contea di Greene.